# Susie Sharp

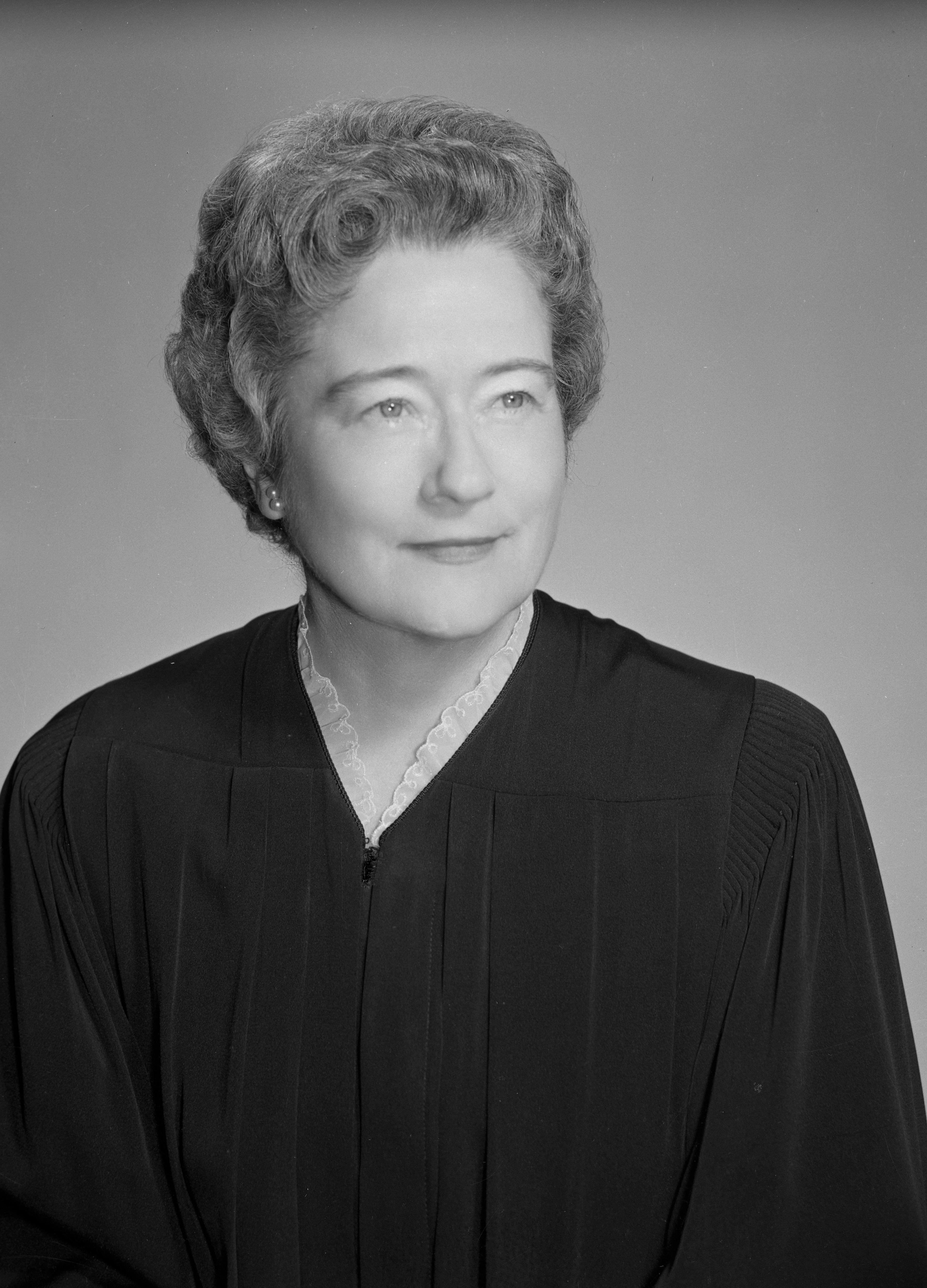
Susie M. Sharp, 1967

 Susie Marshall Sharp (* 7. Juli 1907 in Rocky Mount, USA; † 1. März 1996 in Raleigh, USA) war eine US-amerikanische Juristin. Sie war die erste oberste Richterin am Obersten Gerichtshof von North Carolina.

## Leben und Werk

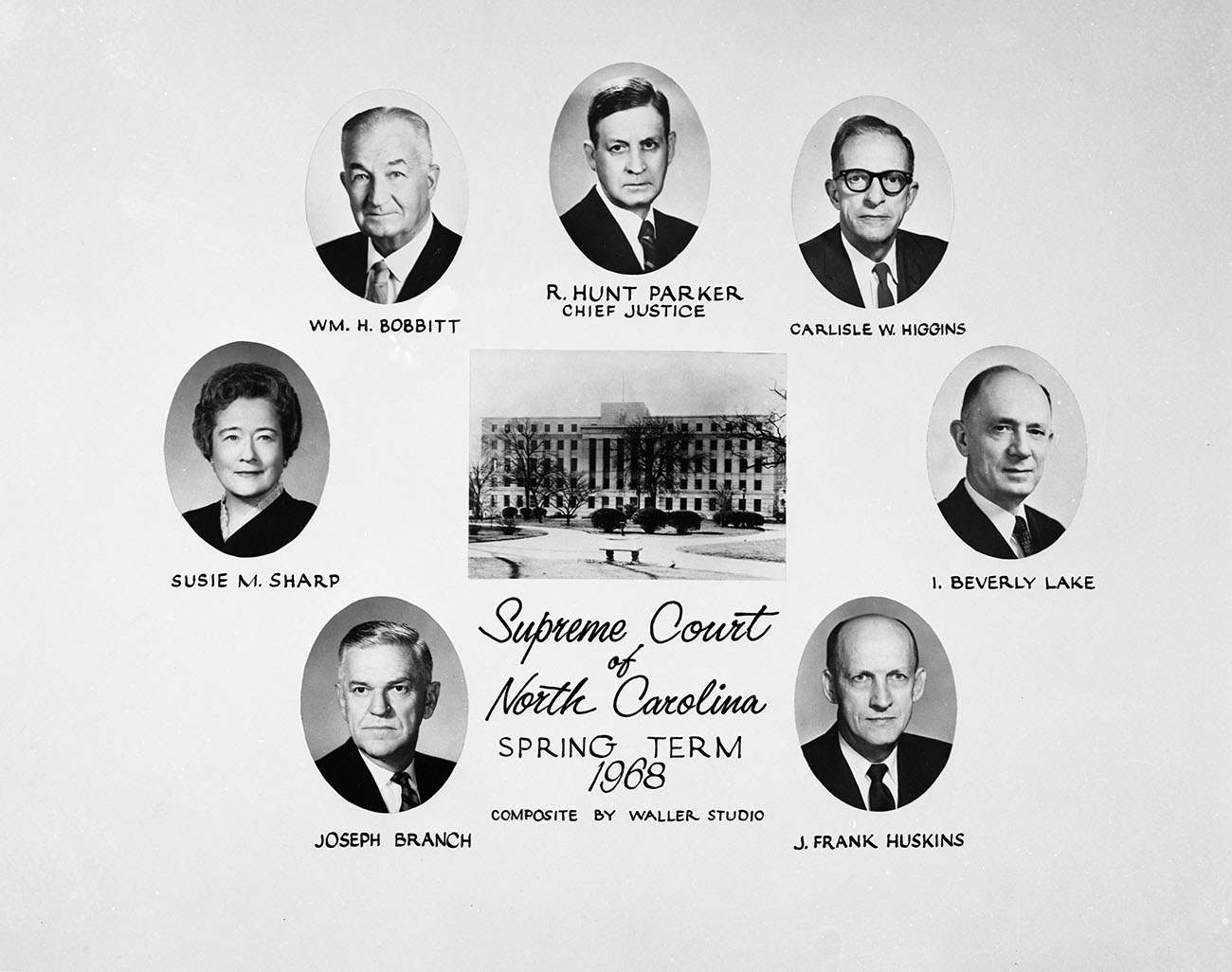
North Carolina Supreme Court, 1968

Sharp war die älteste Tochter von elf Kindern des Rechtsanwaltes James Merrit Sharp und Annie Britt (Blackwell) Sharp. Sie besuchte die öffentlichen Schulen von Reidsville von 1913 bis 1924. Nach ihrem Abschluss an der High School studierte sie bis 1926 Chemie am North Carolina College For Women und begann dann als einzige Frau ein Jurastudium an der juristischen Fakultät der University of North Carolina. Trotz der damaligen Einstellungen, die gegen Frauen als Anwälte sprachen, wurde Sharp Herausgeberin der North Carolina Law Review und Mitglied des Coif-Ordens. Sie legte 1928 die Anwaltsprüfung ab und erhielt 1929 ihren Abschluss in Rechtswissenschaften.
Als einzige Anwältin in Rockingham County und eine der wenigen Anwältinnen in North Carolina arbeitete sie von 1929 bis 1949 als Partnerin ihres Vaters in der Kanzlei Sharp and Sharp in Reidsville. Während der Weltwirtschaftskrise war Sharp als Sekretärin und Rechtswissenschaftlerin an der juristischen Fakultät der Universität von North Carolina tätig.
Von 1939 bis 1949 war sie Staatsanwältin von Reidsville. Bis 1946 war es Frauen in North Carolina nicht erlaubt war, in einer Jury tätig zu sein. Gouverneur Kerr Scott ernannte sie 1949 als Sonderrichter am Superior Court von North Carolina und sie war dadurch die erste Richterin in North Carolina. Am 14. März 1962 wurde sie von Gouverneur Terry Sanford zur Associate Justice des Obersten Gerichtshofs von North Carolina ernannt und 1966 für weitere 8 Jahre in diese Position wiedergewählt. Am 5. November 1974 wurde sie zur Obersten Richterin gewählt und war bis zu ihrer Pensionierung am 31. Juli 1979 tätig.
Sie setzte sich erfolgreich für eine Verfassungsänderung ein, die 1980 verabschiedet wurde und vorschrieb, dass alle Richter Anwälte sein müssen.
Sharp starb 1996 im Alter von 88 Jahren.

## Mitgliedschaften
- North Carolina Bar Association
- American Bar Association
- American Law Institute
- NC Constitutional Commission
- NC Awards Commission
- Order of the Coif
- Order of Valkyries
- Ehrenmitglied von Phi Beta Kappa
- Ehrenmitglied des Altrusa Club
- Ehrenmitglied des Soroptimist Club,
- Ehrenmitglied von Delta Kappa Gamma
- Ehrenmitglied der American Business Women' s Association
- Ehrenmitglied des Raleigh Woman's Club.

## Auszeichnungen und Ehrungen (Auswahl)
- 1950: Ehren-LL.D. vom North Carolina College for Women
- 1960: Ehren-LHD vom Pfeiffer College
- 1962: Ehren-LL.D vom Queens College
- 1963: Ehren-LL.D vom Elon College
- 1965: Ehren-LL.D vom Wake Forest College
- 1970: Ehren-LL.D vom Catawba College
- 1970: Ehren-LL.D von der University of North Carolina in Chapel Hill
- 1974: Ehren-LL.D von der Duke University
- 1959: Achievement Citation der North Carolina Federation of Business and Professional Women’s Clubs
- 1959: Distinguished Service Award for Women der Chi Omega Sorority
- 1975: Alumni Service Award der University of North Carolina in Greensboro
- 1975: Person of the Year in der Gruppe Die amerikanischen Frauen  im Time-Magazine
- 1976: Special Award for Outstanding Legal Achievement der New York Women’s Bar Association